# エラマナムー
エラマナムー (Ela-Mana-Mou) はアイルランドで生まれ、イギリスで調教を受けた競走馬である。2歳時からトロイと重賞戦線で勝ち負けを繰り返していたが、3歳末にトロイと同じ厩舎に移籍し、古馬になるとエクリプスステークス、キングジョージ6世&クイーンエリザベスステークスを含む重賞4連勝を達成して、1980年の最優秀古馬に選ばれた。

## 経歴

### 出自
父ピットカーンはペティンゴ産駒のマイラーでグッドウッドマイルなどG3レースを3勝したが、アイリッシュ2000ギニー2着などG1級のレースでは今一歩足りなかった。エラマナムーは、ピットカーンの初年度産駒であり、エラマナムーの活躍する前にピットカーンは日本に輸出された。
母Rose Bertinは3号族に属する1勝馬で、その牝系ではナスルーラ産駒の5代母Belle of Allが1951年の1000ギニー、コロネーションステークスなどに優勝している。母の父ハイハットはハイペリオン産駒でオックスフォードシャーステークスなどに勝ち、1966年1000ギニー優勝馬Glad Rags(GB)、同年アイリッシュセントレジャー優勝馬White Gloves(IRE)、1973年アイリッシュ1000ギニー優勝馬Cloonagh(GB)などを輩出し、こちらも日本に輸出された。
エラマナムーはアイルランドのPatrick Clarkeのもとで生まれ、イヤリングセールにおいて4,500ギニーでAudry Muinosに購買され、ウエストサセックス・パルバラのGuy Harwood調教師に預けられた。エラマナムー(Ela-Mana-Mou)という名前はギリシャ語の"έλα μάνα μου"から名付けられており、直訳すると"come on, my mother"になりスラングとして"Come on, my darling"を意味する。

### 競走馬時代

#### 2歳時 (1978年)
エラマナムーは2歳の6月にニューベリーのメイドンレース・ケンネットステークス(6f)を3馬身差で勝利し競走馬デビューすると、7月にはケンプトンパークのウィローステークス(6f)にも勝利した。続いて、7月のうちにグッドウッドに移動して、G3・ヴィンテージステークス(7f)に出走したエラマナムーであったが、トロイに2馬身半差を付けられ2着に敗れた。
9月になりリングフィールドの6fのハンデキャップを勝利した後、アスコットのG2・ロイヤルロッジステークスに出走すると、前回敗れたトロイに今度は3/4馬身差を付け、リファーズウィッシュを3着に抑えて優勝した。

#### 3歳時 (1979年)
3歳になったエラマナムーは2000ギニーには出走せずに、ニューマーケットのヒースステークス(9f)で3歳初戦を迎え、2着に4馬身差を付けて快勝した。第200回の区切りとなるダービー制覇を目指し、調教されたが、調教師のHarwoodが馬房を終始モニタリングするような徹底振りであった。ダービーではトロイ、エリザベス女王所有のミルフォードに次ぐ3番人気で、スターキー騎乗のエラマナムーは、レース序盤は抑えて進んだが、直線でも先頭まで届かずトロイ、Dicken's Hill、Northern Babyに次ぐ4着に終わった。
ダービー敗戦の2週間後に再びターフに現れたエラマナムーはロイヤルアスコットのキングエドワードステークス (12f)を楽勝した。7月にはフランス遠征を行いサンクルー大賞に出走したが、健闘はしたもののゲイメセンの2着となり、帰国後のキングジョージでもトロイとゲイメセンに敵わず3着であった。その後2ヶ月休養し、チャンピオンステークスに出走したが、好調時のフォームが見られず、アイルランドの牝馬Cairn Rougeの6着に敗れた。
このシーズンの終わりにエラマナムーはSimon Weinstockの代理人Peter Wraggに500,000ギニーで買われ、厩舎もライバル・トロイの調教師であるウエスト・イルスリーのディック・ハーンのもとに移り、騎手もトロイのW.カーソンが乗り替わることになった。

#### 4歳時 (1980年)
新陣営となった4歳初戦を4月にニューマーケットのG3・アールオブセフトンステークス(9f)で迎えたエラマナムーはそこを首差で勝利し、6月には当時G2だったロイヤルアスコットのプリンスオブウェールズステークスでも2馬身差で勝利した。7月になるとエクリプスステークスに出走し、コロネーションカップ優勝の牝馬Sea Chimesらと対決した。結果はエラマナムーがヘンリー・セシル厩舎の3歳馬Hello Gorgeous、アイルランドのGregorian、着外に沈んだSea Chimesらに勝った。
ロイヤルアスコットのキングジョージでは、フランス調教馬Le Marmotに次ぐ2番人気で、残り4ハロンで先頭に立つと追いすがるディアヌ賞優勝馬Mrs Pennyを3/4馬身抑えて優勝した。2ヶ月以上休養の後、凱旋門賞に出走したが、牝馬デトロワの3着に敗れ、引退することになった。

## 種牡馬成績
- 1982年産
  - Sumayr（1985年パリ大賞典、オイロパ賞）
- 1983年産
  - Almaarad（1988年アラルポカル、1989年アンダーウッドステークス、コックスプレート）
- 1984年産
  - Eurobird（1987年アイリッシュセントレジャー）
  - Natski（1988年メトロポリタンハンデキャップ）
- 1985年産
  - Emmson（1987年フューチュリティステークス）
- 1987年産
  - Snurge（1990年セントレジャーステークス、1991年ミラノ大賞典、1992年ロスマンズLtd. インターナショナルステークス）
- 1991年産
  - Double Trigger（1995年ゴールドカップ）

## 血統表
| エラマナムーの血統                          | エラマナムーの血統 | エラマナムーの血統 | （血統表の出典） | （血統表の出典） |
| 父系                                        | ペティション系＜フェアトライアル系＜フェアウェイ系＜ファラリス系＜サイリーン系＜ベンドア系＜ストックウェル系＜エクリプス系＜ダーレーアラビアン系 | ペティション系＜フェアトライアル系＜フェアウェイ系＜ファラリス系＜サイリーン系＜ベンドア系＜ストックウェル系＜エクリプス系＜ダーレーアラビアン系 | ペティション系＜フェアトライアル系＜フェアウェイ系＜ファラリス系＜サイリーン系＜ベンドア系＜ストックウェル系＜エクリプス系＜ダーレーアラビアン系 |                  |
| 父 Pitcairn (IRE) *ピットカーン 1971 栗鹿毛 | 父の父Petingo (GB) 1965 鹿毛 | Petition | Fair Trial | Fair Trial       |
| 父 Pitcairn (IRE) *ピットカーン 1971 栗鹿毛 | 父の父Petingo (GB) 1965 鹿毛 | Petition | Art Paper |                  |
| 父 Pitcairn (IRE) *ピットカーン 1971 栗鹿毛 | 父の父Petingo (GB) 1965 鹿毛 | Alcazar | Alycidon | Alycidon         |
| 父 Pitcairn (IRE) *ピットカーン 1971 栗鹿毛 | 父の父Petingo (GB) 1965 鹿毛 | Alcazar | Quarterdeck |                  |
| 父 Pitcairn (IRE) *ピットカーン 1971 栗鹿毛 | 父の母Border Bounty (GB) 1965 鹿毛 | *バウンティアス | Rockefella | Rockefella       |
| 父 Pitcairn (IRE) *ピットカーン 1971 栗鹿毛 | 父の母Border Bounty (GB) 1965 鹿毛 | *バウンティアス | Marie Elizabeth |                  |
| 父 Pitcairn (IRE) *ピットカーン 1971 栗鹿毛 | 父の母Border Bounty (GB) 1965 鹿毛 | B Flat | Chanteur | Chanteur         |
| 父 Pitcairn (IRE) *ピットカーン 1971 栗鹿毛 | 父の母Border Bounty (GB) 1965 鹿毛 | B Flat | Ardeen |                  |
| 母 Rose Bertin (GB) 1970 栗毛               | 母の父High Hat (GB) *ハイハット 1957 栃栗毛 | Hyperion | Gainsborough | Gainsborough     |
| 母 Rose Bertin (GB) 1970 栗毛               | 母の父High Hat (GB) *ハイハット 1957 栃栗毛 | Hyperion | Selene |                  |
| 母 Rose Bertin (GB) 1970 栗毛               | 母の父High Hat (GB) *ハイハット 1957 栃栗毛 | Madonna | Donatello | Donatello        |
| 母 Rose Bertin (GB) 1970 栗毛               | 母の父High Hat (GB) *ハイハット 1957 栃栗毛 | Madonna | Women's Legion |                  |
| 母 Rose Bertin (GB) 1970 栗毛               | 母の母Wide Awake (GB) 1964 鹿毛 | Major Portion | Court Martial | Court Martial    |
| 母 Rose Bertin (GB) 1970 栗毛               | 母の母Wide Awake (GB) 1964 鹿毛 | Major Portion | Better Half |                  |
| 母 Rose Bertin (GB) 1970 栗毛               | 母の母Wide Awake (GB) 1964 鹿毛 | Wake Island | Relic | Relic            |
| 母 Rose Bertin (GB) 1970 栗毛               | 母の母Wide Awake (GB) 1964 鹿毛 | Wake Island | Alor Star |                  |
| 母系(F-No.)                                 | (FN:3-g) | (FN:3-g) | (FN:3-g) | [ § 2 ]          |
| 5代内の近親交配                             | Hyperion 3×5、Fair Trial 4×5、Alycidon 4×5、Donatello 4×5                                                                                        | Hyperion 3×5、Fair Trial 4×5、Alycidon 4×5、Donatello 4×5                                                                                        | Hyperion 3×5、Fair Trial 4×5、Alycidon 4×5、Donatello 4×5                                                                                        | [ § 3 ]          |
| 出典                                        | 1. 2. 3. | 1. 2. 3. | 1. 2. 3. | 1. 2. 3.         |

- 血統表中の「＊」は日本へ輸入された馬であることを示す。